# Wappen der Stadt Bad Köstritz
Das Wappen der Stadt Bad Köstritz ist ein Hoheitszeichen der Stadt Bad Köstritz im Landkreis Greiz im thüringischen Vogtland.

## Blasonierung
Die Blasonierung ist heraldisch korrekt wie folgt:

„In Gold ein linksgewendeter widersehender doppelschwänziger rotbewehrter silberner Löwe mit schwarzer Mähne und Haupt, in der rechten Pranke ein goldenes Schwert mit schwarzer Parierstange, die linke auf einem schwebenden Schild ruhend, darin in Blau zwei treue Hände in natürlichen Farben.“

## Geschichte

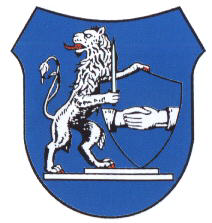
Zwischenzeitliches Wappen von Bad Köstritz

Bereits lange vor der Vergabe des Stadtrechts 1927 hatte Bad Köstritz ein Gemeindesiegel mit Löwe und blauem Schild. Das Originalwappen von 1930 ist nicht mehr auffindbar. In der DDR wurde ein Wappen mit silbernem Löwen auf blauem Grund genutzt, für das folgende Blasonierung gilt:

„Blau ein linksgewendeter widersehender doppelschwänziger rotbewehrter silberner Löwe, auf zwei asymmetrischen silbernen Flachstufen stehend, in der rechten Pranke ein silbernes Schwert, die linke auf einen blauen Schild gelegt, darin zwei silberne treue Hände.“

Nach 1990 wurde dann zunächst wieder ein Wappen genutzt, was von der gültigen Vorlage abwich. Man nutzt stattdessen ein Wappen, das auf die historischen Siegel des 19. Jahrhunderts Bezug nahm. Auf einen Vorstoß des damaligen Bürgermeisters Raimund Schmidt wurde 1998 ein neues Stadtwappen eingeführt, das der Vorlage von 1930 nahekam. Dabei wurden allerdings heraldische Feinheiten nicht beachtet, was zu einer Korrektur im Jahr 2018 führte. Damals beschloss der Stadtrat am 30. August das korrigierte Wappen, das am 30. September durch das Thüringer Landesverwaltungsamt bestätigt wurde.

## Symbolik
Der Löwe verkörpert das Adelshaus Reuß-Köstritz. Der Löwe ist damit der Löwe, der in den Wappen der Vögte von Weida, Gera und Plauen vorkam. Er soll dessen Verantwortung für das Gemeinwesen und die Wehrhaftigkeit, verkörpert durch die Haltung des Löwen und das Schwert, zeigen. Auch der blaue Schild mit den „Treuen Händen“ hat eine Bedeutung. Er steht für das Miteinander und Vertrauen von genanntem Adelshaus und Gemeinde. Eine ebenfalls politische Deutung verweist auf die Ereignisse des Revolutionsjahres 1848. Die Farbe Blau steht für die Weiße Elster.

## Flagge
Die Flagge der Stadt ist eine Trikolore in gleichen Bahnen und in den Stadtfarben Schwarz-Weiß-Blau gehalten und trägt mittig das Stadtwappen.

## Belege
1. ↑  Wappen / Flagge – Offizielle Homepage der Stadt Bad Köstritz. Abgerufen am 27. September 2023 (deutsch).
2. ↑  Thüringer Naturbrief - Wappen der Thüringer Landkreise, Städte und Gemeinden. Abgerufen am 1. Oktober 2023.